# Bianka
Bianka (talvolta B'janka; in russo Бьянка?), pseudonimo di Taccjana Ėduardaŭna Lipnickaja (in bielorusso Таццяна Эдуардаўна Ліпніцкая?; in russo Татьяна Эдуардовна Липницкая?, Tat'jana Ėduardovna Lipnickaja; Minsk, 17 settembre 1985), è una cantante bielorussa con cittadinanza russa.

## Biografia
Bianka ha pubblicato il proprio album in studio di debutto, intitolato Načalo, nel 2001. Qualche anno più tardi le è stato offerto di rappresentare la Bielorussia all'Eurovision Song Contest, proposta che ha tuttavia rifiutato.
Russkij narodnyj R'n'B, messo in commercio sotto la Sony BMG Entertainment, le ha permesso di essere incoronata miglior artista hip hop/rap/R&B del 2007 nell'ambito degli MTV Russia Music Awards. Naše pokolenie, invece, è divenuto il primo ingresso della cantante nella Rossija Top 25 Al'bomy, entrando in 20ª posizione e venendo reso disponibile verso la seconda metà del 2011.
Grazie al successo dell'album Muzyka ha ricevuto la nomination per l'MTV Europe Music Award al miglior artista russo alla cerimonia tenutasi il 9 novembre 2014. L'anno seguente le è stato conferito un Premija RU.TV per il singolo Zvuk h*.

## Discografia

### Album in studio
- 2001 – Načalo
- 2006 – Russkij narodnyj R'n'B
- 2008 – 38 zamkov
- 2011 – Naše pokolenie
- 2014 – Muzyka
- 2016 – Mysli v notach
- 2018 – Garmonija
- 2019 – Volosy

### EP
- 2018 – Čem mne ljubit'

### Singoli
- 2007 – Pro leto
- 2008 – Mulen Ruž
- 2008 – Škol'nye gody (feat. CoffeShop)
- 2009 – Za toboj
- 2010 – Moskva, ja ljublju tebja
- 2011 – Love Is Pain
- 2011 – Bye Bye
- 2012 – Vidpusty
- 2012 – Vesna-leto
- 2012 – Ragga
- 2012 – Rėp-prognoz na Novyj god
- 2012 – Zasnežennye
- 2014 – Rossija, žgi
- 2015 – Zvuk g*
- 2015 – Kryl'ja (con ST)
- 2016 – Pošli vy v žopu!
- 2016 – Kryša
- 2016 – Nikto krome ty
- 2016 – Jaički
- 2017 – Vylečus'
- 2017 – Taxi
- 2018 – Eyez on U
- 2019 – Travoj
- 2019 – Volosy
- 2019 – Moj pacan
- 2019 – Kosmos
- 2019 – Na snegu
- 2020 – Fonari
- 2020 – Pandemija
- 2020 – So Sexy
- 2020 – Šajze
- 2020 – Tanja
- 2020 – Belaja Rus' (con Maks Lorens)
- 2020 – Byli tancy (con Artur Babič)
- 2020 – Parašjut (con Slimus)
- 2020 – Muzyka
- 2020 – Cholodnyj bit
- 2021 – Obrygany
- 2021 – Žëltoe taksi
- 2021 – Naši tela
- 2021 – A čë čë
- 2021 – Prykol'no
- 2021 – Travoj
- 2021 – Piano forte
- 2021 – Zazarkuži
- 2021 – Chamaleon (con Kyivstoner)
- 2021 – Nogami rukami bang
- 2021 – Muzyka čil
- 2021 – Mandariny-oliv'e (con Anna Semenovič)
- 2022 – Sobaki (con i Mosco)
- 2022 – Mal'čik na Badu (con Vesna305)
- 2022 – Devočka tvoja
- 2022 – Ban-otpiska
- 2022 – Poverit' v sebja
- 2023 – Podderži menja ma
- 2023 – Ljuli (con Dashi)
- 2023 – Soči
- 2023 – Kapitan
- 2023 – Po družbu (con Julianna Karaulova)
- 2023 – Kajf (con Mari Krajmbreri)
- 2024 – Nastupit noč' (con Fade031)
- 2024 – Tuk-tuk (con Ptacha)
- 2024 – Mama Rossija (con Dashi)
- 2024 – Mugu
- 2024 – Kosy (con Ljama)
- 2024 – Sedaja noč' (con Mult96)
- 2024 – Vnimaja užasam vojny
- 2024 – Obnimi i pobežali
- 2024 – Mytišči (con Varja Ščerbakova)
- 2024 – Taro
- 2025 – Nokdaun (con Jambul)